# O filii et filiae
O filii et filiae

Probléma esetén lásd:Médiafájlok kezelése.
Az O filii et filiae a húsvét öröméről szóló keresztény himnusz. A művet Jean Tisserand (meghalt 1497-ben) francia ferences szerzetesnek tulajdonítják.

## Szövege
Mint több himnusz, ez a darab is 12 háromsoros versszakból áll, mindegyik végén megismételve az Alleluját.
1. O filii et filiae

Rex caelestis, Rex gloriae

Morte surrexit hodie.

Alleluia.
Eredetileg csak kilenc versszak volt (a „Discipulis adstantibus”, „Postquam audivit Didymus”, „Beati qui non viderunt” kezdetű versszakok a himnusz korai kiegészítései). Az utolsó két versszak utolsó sorai egy szókép a laudest és vecsernyét záró versre és válaszra:
11. In hoc festo sanctissimo

Sit laus et jubilatio:

Benedicamus Domino.

Alleluia.

12. De quibus nos humillimas

Devotas atque debitas

Deo dicamus gratias.

Alleluia.
Csak egy jelentős fordítása ismert a műnek, az 1. 6. 11. és 12. versszak szövegét magyarra Szedő Dénes tette át:
1. Ó ifjak, lányok, gyermekek,

az angyal szóból értsetek:

feltámadt Krisztus értetek, alleluja.

Alleluja, alleluja, alleluja.

2. Itt áll az Úr most köztetek:

“Békesség, már ne féljetek!

Én vagyok, bennem higgyetek!” alleluja.

Alleluja, alleluja, alleluja.

3. Ezen a szent-szent ünnepen

ujjongva csengő éneken

Urunkat áldjuk szüntelen, alleluja.

Alleluja, alleluja, alleluja.

4. Illő, mert ily jót tett velünk,

átadva néki hű szívünk,

Istennek hálát zengenünk, alleluja.

Alleluja, alleluja, alleluja.

## Dallama
A dallam háromszoros allelujával kezdődik, amelyet refrénként énekelnek. Minden versszak első és második sora ugyanazt a dallamot használja, a harmadik sor pedig a refrénből veszi át a dallamot.
A himnusz ritmusa a szótagok számán alapul, nem pedig a hangsúlyokon vagy a klasszikus időmértéken. Ennek ellenére az énekelt dallam szinte elválaszthatatlan a hármas ütem lendületétől. Emiatt néha úgy tűnhet, mintha ellentét lenne a latin szavak hangsúlya és a dallam – bár nem szándékos – valódi hangsúlyai között. Számos énekeskönyv gótikus (vonalas) notációban közli a dallamot, ami elméletben lehetővé tenné a latin szöveg megfelelő vokális hangsúlyozását. Általában az énekeskönyvek a modern hármas ütemet alkalmazzák.
Dallamát számos orgonadarab inspirációjaként használta fel több francia barokk zeneszerző, mint Marc-Antoine Charpentier (H.312 és H.356 jelzetű darabjában), Pierre Dandrieu és Jean-François Dandrieu, valamint Alexandre Guilmant. 

## Története
A himnusz nagyon népszerű Franciaországban, innen terjedt el más országokba is. Az 1871-ben megjelent „The Liturgical Year” (A liturgikus év) című kötetben „Az örömteli ének” címet viseli, latin szöveggel és angol műfordítással, a himnusz előtt és után hármas allelujával. Bizonyos himnuszkönyvekben azonban a refrén a versszakok között is felhangzik; másokban pedig nagyobb részletességet mutat a versszakok és az alleluják elosztása, aminek nagy hatása van, John Mason Neale anglikán pap szavaival élve: „Aligha tudja bárki – aki nem ismeri a dallamot – elképzelni azt az örömteli hatást, amelyet a diadalmas alleluja kelt látszólag kevésbé jelentős mozzanatokhoz kapcsolódva a feltámadás történetében. Mintha azt hirdetné: ennek az eseménynek jelentősége miatt még a legapróbb részletei is méltók az ünnepélyességre”. A hangsúly és a szóhangsúly közötti prozódiai ütközés miatt Neale a himnuszt „durva egyszerűségűnek” („rude simplicity”) nevezte, és emiatt a költeményt saját kötetének tartalomjegyzékében a 12. századra datálta – noha saját fordítása elé írt megjegyzésében a 13. századot jelöli meg keletkezési időnek. Jacques Paul Migne francia pap is nagyon ősinek nyilvánítja.
Bár egy 1884-es könyv egy 16. századi szertartáskönyvben említik az éneket, jelenlegi tudásunk szerint a 16–17. század fordulóján keletkezhetett, és csak később vált ismertté a katolikus liturgiában.
A himnuszt a különböző francia egyházközségekben az Oltáriszentség kiszolgáltatásához rendelték húsvét vasárnapján.
Angol nyelvre többen is lefordították, a legismertebb „O Sons and Daughters” („Ó fiúk, lányok”) címmel John Mason Neale munkája. Németül 1885-ben „Ihr Christen, singet hocherfreut”-ként („Keresztények, örömmel énekeljetek”) ültették át.

## Fordítás
Ez a szócikk részben vagy egészben  az   O filii et filiae című angol Wikipédia-szócikk ezen változatának fordításán alapul.  Az eredeti cikk szerkesztőit annak laptörténete sorolja fel. Ez a jelzés csupán a megfogalmazás eredetét és a szerzői jogokat jelzi, nem szolgál a cikkben szereplő információk forrásmegjelöléseként.